# 瓦爾米瓦紐斯卡山
9°37′28″S 76°55′45″W / 9.62444°S 76.92917°W
瓦爾米瓦紐斯卡山（Warmi Wañusqa），是秘魯的山峰，位於該國中部瓦努科大區，由瓦馬利埃斯省的利亞塔區負責管轄，屬於安地斯山脈的一部分，海拔高度4,400米。